# ザマリア・ルーペ
ザマリア・ルーペ（Zamariah Zane Loupe、1997年1月12日 - ）はアメリカ合衆国のプロレスラー。ルイジアナ州ティボドー出身のケイジャン。

## 来歴

### アリゲーターハンター
ルイジアナ州の特殊な地形であるバイユーで生まれ育ち、アリゲーターハンターである父のディエゴ・ルーペの背中を見て育つ。2004年、7歳時にはFOXのリアリティショー番組、Trading Spousesにて家族生活の様子を放映された。
2013年、Historyのバイユーで生活を送る人物達がアリゲーターハントを行うリアリティショー番組、Swamp People Season 4にZZのニックネームで出演。16歳という年齢ながらすでに達人の域に至っており、川に飛び込んでアリゲーターを捕獲したり、防具など一切着用せずに遊んでみせるなど人間離れしたサバイバル術を披露した。

### Tough Enough
2015年4月、新たな道としてプロレスラーになる事を目指し、同月よりメジャー団体であるWWEが有望なるスターを発掘する育成プログラムであるTough Enoughに参加。動画投稿によるオーディションではアリゲーターを使って「WWEにこんな人間はいない」とアピール。6月に最終選考へのトライアウトで40名のうちの1人に選出される。同月12日、最終選考の13人のうちの1人として選出され本戦に進出。同月23日より最終選考を兼ねてUSAネットワークで放送開始されたリアリティ番組形式のTough Enough 6にてSwamp Peopleで使われたZZのニックネームを呼ばれる。ユニークな性格から他の参加者と上手く協調するがトレーナーからレスリングが未経験であり、肥満体で体力がない事を注目されるがアリゲーターハントとアメリカンフットボールで培ってきた身体能力で乗り切り、第3週にはギミックテストにて不評を買い脱落者候補になるがかつて出演してきたリアリティショーから学んだ表現力を生かして残留を決める。以降も脱落者候補に上がるも乗り切り続け、8月25日の最終回にてジョシュ・ブレドルと優勝を争う事になり、最終テストとしてセザーロと対戦。入場では自身のルーツを生かしたアリゲーターの被り物をしてキング・オブ・ザ・バイユーとして登場。試合を開始し、突進してきたセザーロに巨体ながらジャンプをして避けるが捕まるとカレリンズ・リフトで軽々と持ち上げられ投げられてしまう。さらにはスーパー・アッパーカットからセザーロ・スイングへと繋げられる。フォールを取られるがカウント2で返してフラップジャックを決め、両手でアリゲーターの口の動きをしたパフォーマンスを行うが憤怒したセザーロからクリップラー・クロスフェイスを極められギブアップした。審査の結果、準優勝という結果に終わるが優勝を果たしたジョシュを称えた。

### WWE

#### NXT
2015年10月、WWEと契約を交わし入団。育成施設であるWWEパフォーマンスセンターにてトレーニングを開始。11月24日、トレーニングセッション中に故障してしまい、6週間療養と診断された。
2016年3月26日、NXT LiveにてZZのリングネームでプロレスラーデビューを果たし、クリス・ジラードと対戦。最後に丸め込むと3カウントを奪いプロレスラーとしてのキャリア初勝利を飾った。
7月28日、WWEから解雇となった。

## 得意技
- フラップジャック